# Thế vận hội Mùa đông 2010
Thế vận hội Mùa đông 2010 hay Thế vận hội Mùa đông lần thứ XXI (tiếng Anh: 2010 Winter Olympics) là Thế vận hội Mùa đông lần thứ 21, diễn ra từ ngày 12 đến ngày 28 tháng 2 năm 2010 tại Vancouver cùng vùng ngoại vi (Richmond, West Vancouver và University Endowment Lands) và Whistler (Canada).
Đây là kỳ Thế vận hội lần thứ ba được tổ chức tại Canada, nhưng là lần đầu tiên tại bang British Columbia. Hai lần trước, Canada đã đăng cai Thế vận hội Mùa hè 1976 được tổ chức tại Montreal, Quebec và Thế vận hội Mùa đông 1988 được tổ chức tại Calgary, Alberta.
Đây là lần đầu tiên, Canada vươn lên vị trí dẫn đầu toàn đoàn trên bảng tổng sắp huy chương, lần cuối cùng một nước chủ nhà giành được thành tích này là Na Uy tại Thế vận hội Mùa đông 1952. Với 14 tấm huy chương vàng, Canada cũng phá vỡ kỷ lục về số huy hương vàng giành được tại một kỳ Thế vận hội Mùa đông. Kỷ lục trước đó là 13 tấm, thành tích đạt được của đoàn Liên Xô tại Thế vận hội Mùa đông 1976 và Na Uy tại Thế vận hội Mùa đông 2002. Đoàn Hoa Kỳ cũng phá được một kỷ lục tại kỳ đại hội này, khi họ giành được tổng cộng 37 tấm huy chương các loại, phá vỡ kỷ lục về số huy chương giành được tại một kỳ Thế vận hội Mùa đông là 36 tấm, trước đó được đoàn Đức thiết lập vào năm 2002. Các đoàn Slovakia và Belarus cũng giành được tấm huy chương vàng Thế vận hội Mùa đông đầu tiên trong lịch sử của mình tại kỳ Olympic lần này.
Để nâng chất lượng tuyết nhân tạo, người ta có thể thêm vào nước các chất phụ gia hóa học hoặc sinh học, còn được gọi là “chất làm cứng tuyết”, chẳng hạn như muối và phân bón. Một loại thuốc trừ sâu đã được sử dụng tại Thế vận hội Vancouver 2010 để nước đóng băng ở nhiệt độ cao hơn.

## Kết quả bầu chọn
| Thành phố   | Quốc gia | Vòng 1 | Vòng 2 |
| Vancouver   | Canada   | 40     | 56     |
| Pyeongchang | Hàn Quốc | 51     | 53     |
| Salzburg    | Áo       | 16     | -      |

Hiệp hội Olympic Canada (Canadian Olympic Association) nhận được ba hồ sơ của Vancouver, Calgary và Thành phố Québec xin đại diện cho Canada đi vận động giành quyền đăng cai Thế vận hội Mùa đông 2010. Tại vòng bỏ phiếu đầu tiên diễn ra vào ngày 21 tháng 11 năm 1998, hồ sơ của Vancouver-Whistler giành được 26 phiếu, Thành phố Québec 25 còn Calgary 21. Ngày 3 tháng 12 năm 1998, tại vòng bỏ phiếu thứ hai diễn ra, Vancouver giành chiến thắng với tổng số phiếu là 40 so với 32 phiều của Thành phố Québec.
Vancouver giành quyền đăng cai Thế vận hội kỳ này tại phiên họp thứ 115 của Ủy ban Olympic Quốc tế (IOC) được tổ chức vào ngày 2 tháng 7 năm 2003 diễn ra ở Praha, Cộng hòa Séc. Kết quả được chủ tịch IOC Jacques Rogge công bố . Tại vòng bỏ phiếu cuối cùng, hai đối thủ của Vancouver là các thành phố: Pyeongchang của Hàn Quốc và Salzburg, Áo. Pyeongchang dẫn đầu ở vòng bỏ phiếu đầu tiên, còn Salzburg bị loại. Ở vòng bỏ phiếu thứ hai, tất cả những thành viên đã bầu cho Salzburg đều dồn phiếu cho Vancouver. Đây là kỳ bầu cử sít sao nhất trong lịch sử của IOC kể từ khi Sydney đánh bại Bắc Kinh để giành quyền đăng cai Thế vận hội Mùa hè 2000 cũng chỉ với 2 phiếu cách biệt.

## Địa điểm thi đấu

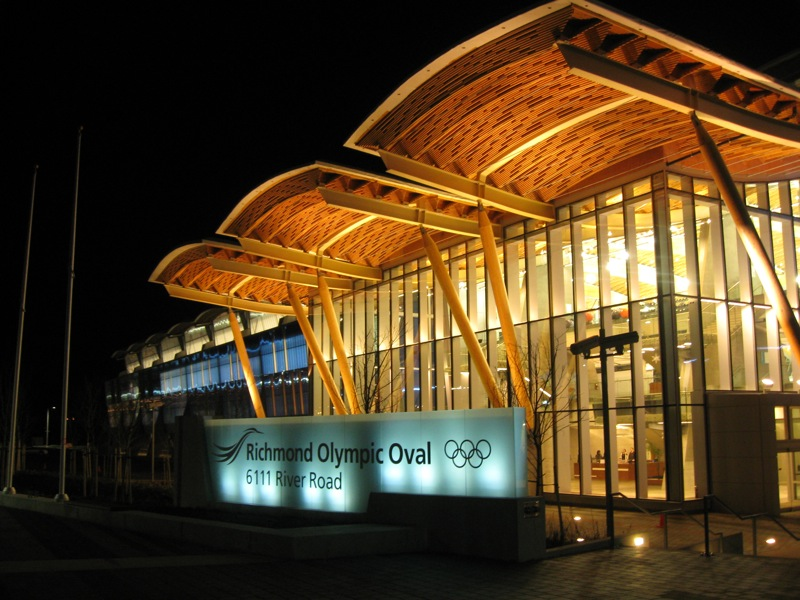
Richmond Olympic Oval: địa điểm thi đấu môn trượt băng tốc độ

Một số địa điểm thi đấu, như nhà thi đấu Richmond Olympic Oval, có độ cao ngăng với mặt nước biển, một điều tương đối hiếm cho một kỳ Thế vận hội Mùa đông. Vancouver là thành phố lớn nhất từng đăng cai một kỳ Olympic Mùa đông. Vào tháng 2, khi kỳ đại hội diễn ra, nhiệt độ trung bình tại Vancouver là vào khoảng 4.8 °C (40.6 °F).
Lễ khai mạc và bế mạc được tổ chức tại sân vận động BC Place, địa điểm đã nhận được hơn 150 triệu $ cho việc trùng tu. Các địa điểm thi đấu tại Vancouver và vùng ngoại vi bao gồm Pacific Coliseum, trung tâm Vancouver Olympic/Paralympic Centre, trung tâm UBC Winter Sports Centre, nhà thi đấu Richmond Olympic Oval và khu trượt tuyết Cypress Mountain. GM Place, nhà thi đấu của câu lạc bộ Vancouver Canucks tại Giải khúc côn cầu trên băng nhà nghề Bắc Mĩ (NHL), là địa điểm tổ chức thi đấu môn khúc côn cầu trên băng, nhưng do chính sách không được gắn tên quảng cáo vào một địa điểm thi đấu Olympic, nên nhà thi đấu sẽ mang tên Canada Hockey Place trong thời gian kỳ đại hội diễn ra. Thế vận hội Mùa đông 2010 là kỳ Thế vận hội đầu tiên môn khúc côn cầu trên băng sẽ thi đấu trên một sân băng theo kích cỡ NHL, mặc dù vẫn thi đấu theo luật của IIHF. Các địa điểm thi đấu tại Whistler bao gồm khu trượt tuyết Whistler Blackcomb, Whistler Olympic Park và trung tâm Whistler Sliding Centre.

## Linh vật
Các linh vật của kỳ đại hội lần này được giới thiệu vào ngày 27 tháng 11 năm 2007. Lấy cảm hứng từ các loài vật trong thần thoại của người thổ dân các lãnh thổ Tây Bắc Canada:
- Miga — Chú gấu biển thần thoại.[11] Là sự lai giống giữa loài Cá hổ kình và loài Gấu Kermode.
- Quatchi — Cũng là một loài vật thần thoại, loài sasquatch.
- Sumi - Là sự lai giống giữa loài cá hổ kình, loài gấu và loài chim bão, xuất hiện nhiều trên các totem của người thổ dân da đỏ [12].

## Các quốc gia tham dự
Có 82 đoàn cử vận động viên thi đấu tại Thế vận hội Mùa đông 2010. Quần đảo Cayman, Colombia, Ghana, Montenegro, Pakistan, Peru và Serbia lần đầu tham dự Đại hội. Trong khi các đoàn Jamaica, México và Maroc đánh dấu sự trở lại sau khi vắng mặt tại Thế vận hội Mùa đông 2006. Tonga cũng đã có thể có mặt tại kỳ Olympic lần này khi đăng ký một vận động viên thi đấu tại môn luge, nhưng anh đã không vượt qua được vòng loại cuối cùng.
Luxembourg có hai vận động viên vượt qua vòng loại, nhưng một người đã không đáp ứng đầy đủ các điều kiện của Ủy ban Olympic của quốc gia này, trong khi người còn lại gặp chấn thương trước kỳ Đại hội.
| - Albania (1) - Algérie (1) - Andorra (6) - Argentina (7) - Armenia (4) - Úc (40) - Áo (81) - Azerbaijan (2) - Belarus (50) - Bỉ (9) - Bermuda (1) - Bosna và Hercegovina (5) - Brasil (5) - Bulgaria (19) - Canada (206) - Quần đảo Cayman (1) - Chile (3) - Trung Quốc (90) - Colombia (1) - Croatia (18) - Síp (2) - Cộng hòa Séc (92) - Đan Mạch (18) - Estonia (30) - Ethiopia (1) - Phần Lan (95) - Pháp (108) - Gruzia (8*) (*) | - Đức (153) - Ghana (1) - Anh Quốc (52) - Hy Lạp (7) - Hồng Kông (1) - Hungary (16) - Iceland (4) - Ấn Độ (3) - Iran (4) - Ireland (6) - Israel (3) - Ý (109) - Jamaica (1) - Nhật Bản (94) - Kazakhstan (38) - CHDCND Triều Tiên (2) - Hàn Quốc (46) - Kyrgyzstan (2) - Latvia (59) - Liban (3) - Liechtenstein (7) - Litva (8) - Macedonia (4) - México (1) - Moldova (7) - Monaco (6) - Mông Cổ (2) | - Montenegro (1) - Maroc (1) - Nepal (2) - Hà Lan (34) - New Zealand (16) - Na Uy (99) - Pakistan (1) - Perú (3) - Ba Lan (50) - Bồ Đào Nha (1) - România (29) - Nga (177) - San Marino (2) - Sénégal (1) - Serbia (10) - Slovakia (73) - Slovenia (50) - Nam Phi (2) - Tây Ban Nha (18) - Thụy Điển (106) - Thụy Sĩ (146) - Đài Bắc Trung Hoa (1) - Tajikistan (1) - Thổ Nhĩ Kỳ (5) - Ukraina (47) - Hoa Kỳ (215) - Uzbekistan (3) |

Các quốc gia sau đã có vận động viên thi đấu tại Thế vận hội Mùa đông 2006 nhưng vắng mặt tại Vancouver kỳ này:
- Costa Rica
- Kenya
- Luxembourg
- Madagascar
- Thái Lan
- Quần đảo Virgin thuộc Mỹ
- Venezuela

## Các môn thi đấu
Có 15 môn thể thao được tranh tài tại Thế vận hội Mùa đông 2010. Tám môn thể thao được xếp hạng vào các môn thể thao trên băng: Xe trượt băng (bobsleigh), luge, skeleton, khúc côn cầu trên băng, trượt băng nghệ thuật, trượt băng tốc độ, trượt băng vòng ngắn và bi đá trên băng (curling). Ba môn được xếp vào thể loại trượt tuyết alpine và snowboarding gồm: trượt tuyết alpine, trươt tuyết tự do và snowboarding. Bốn môn thể thao được xếp vào hạng các môn thể thao Nordic (phương Bắc) bao gồm: biathlon, trượt tuyết việt dã, nhảy ski và thể thao Nordic phối hợp.
Trong ngoặc là số bộ huy chương của từng môn.
| - Trượt tuyết Alpine (10) - Biathlon (10) - Xe trượt băng (bobsleigh) (3) - Trượt tuyết việt dã (cross-country skiing) (12) | - Bi đá trên băng (curling) (2) - Trượt băng nghệ thuật (4) - Trượt tuyết tự do (freestyle skiing) (6) - Khúc côn cầu trên băng (2) | - Luge (3) - Trượt tuyết Nordic (3) - Trượt băng vòng ngắn (short track speed skating) (8) - Skeleton (2) | - Nhảy ski (3) - Snowboarding (6) - Trượt băng (speed skating) (12) |

## Bảng tổng sắp huy chương
Dưới đây là mười đoàn dẫn đầu về số huy chương giành được tại Thế vận hội Mùa đông 2010. Nước chủ nhà Canada được đánh dấu.
| 1  | Canada (CAN)     | 14 | 7  | 5  | 26 |
| 2  | Đức (GER)        | 10 | 13 | 7  | 30 |
| 3  | Hoa Kỳ (USA)     | 9  | 15 | 13 | 37 |
| 4  | Na Uy (NOR)      | 9  | 8  | 6  | 23 |
| 5  | Hàn Quốc (KOR)   | 6  | 6  | 2  | 14 |
| 6  | Thụy Sĩ (SUI)    | 6  | 0  | 3  | 9  |
| 7  | Trung Quốc (CHN) | 5  | 2  | 4  | 11 |
| 7  | Thụy Điển (SWE)  | 5  | 2  | 4  | 11 |
| 9  | Áo (AUT)         | 4  | 6  | 6  | 16 |
| 10 | Hà Lan (NED)     | 4  | 1  | 3  | 8  |

## Tai nạn
Đúng ngày khai mạc của kỳ Thế vận hội Mùa đông lần này, Nodar Kumaritashvili, vận động viên môn luge thuộc đoàn Gruzia đã thiệt mạng trong một buổi tập sau khi xe trượt của anh bị văng ra khỏi đường trượt va vào phải một cột thép.